# Михайловка (платформа)
Миха́йловка — остановочный пункт Октябрьской железной дороги в Гатчинском районе Ленинградской области на линии Санкт-Петербург — Оредеж. Расположена на двухпутном перегоне между станциями Семрино и Вырица в одноимённом микрорайоне посёлка Вырица.
На платформе останавливаются большинство проходящих через неё пригородных электропоездов.
Две высокие боковые платформы расположены друг напротив друга. Примерно до конца 1990-х годов западная платформа (от Санкт-Петербурга) располагалась чуть севернее.
В 2008 году восточная платформа (на Санкт-Петербург), действовавшая с момента электрификации участка Павловск — Вырица — Посёлок в 1962 г. была полностью реконструирована.